# Fritz Brock
Fritz Brock (* 22. Juli 1931 in Leipzig; † 6. Dezember 2014 in Berlin) war ein deutscher Politiker (SED). Er war – nahezu zweieinhalb Jahrzehnte lang – Leiter der Abteilung Gewerkschaften und Sozialpolitik des ZK der SED.

## Leben
Brock, Sohn eines Drehers, besuchte die Volks- und Mittelschule und absolvierte zwischen 1946 und 1948 eine Lehre zum Former. Er trat 1946 der FDJ und dem FDGB bei. 1947 wurde er Mitglied der SED. 1948/49 arbeitete er als Former in den Leipziger Eisen- und Stahlwerke. 1949/50 war er Sekretär der FDGB-Grundorganisation des VEB Leipziger Eisen- und Stahlwerke. 1950/51 war er Betriebsassistent im VEB Leipziger Eisen- und Stahlwerke. 1951 besuchte er einen Lehrgang an der Wirtschaftsschule Gotha und fungierte anschließend von 1951 bis 1953 als Betriebsteilleiter des VEB Leipziger Eisen- und Stahlwerke.
Ab 1953 war er Mitarbeiter des ZK der SED: Von 1953 bis 1955 wirkte er als Instrukteur der Abteilung Maschinenbau und Metallurgie des ZK der SED, von 1955 bis 1958 als Sektorenleiter und von 1958 bis 1964 schließlich als Leiter der Abteilung Maschinenbau und Metallurgie des ZK der SED. 1964/65 war er Leiter der Abteilung für ideologische Arbeit bzw. Arbeitsgruppenleiter für politische Massenarbeit beim Büro für Industrie und Bauwesen beim Politbüro des ZK der SED. Von 1965 bis 1989 war er schließlich Leiter der Abteilung Gewerkschaften und Sozialpolitik des ZK der SED (Nachfolger von Josef Steidl). 
Von 1968 bis 1977 gehörte er dem FDGB-Bundesvorstand an. Von 1976 bis 1989 war er zudem Mitglied der Zentralen Revisionskommission der SED. Von Dezember 1989 bis Februar 1990 war er Mitarbeiter der Kommission Wirtschafts-, Landwirtschafts- und Sozialpolitik des SED/PDS-Parteivorstandes. Im Februar 1990 beendete er seine hauptamtliche Tätigkeit für die SED/PDS und arbeitete als Paketverteiler auf dem Hauptpostamt 8 in Berlin.
Brock starb im Alter von 83 Jahren.

## Schriften
- Zur Rolle und Tätigkeit der Gesellschaftlichen Räte bei den VVB. In: Einheit, 22. Jg. (1967), Heft 6, S. 711–717.
- Aufgaben der Parteiorganisationen bei den Gewerkschaftswahlen. In: Neuer Weg (1967), Heft 17, S. 791ff.
- Die Gewerkschaften, umfassendste Klassenorganisation des Schöpfers der neuen Gesellschaft. In: Einheit, 37. Jg. (1982), S. 50–56.
- Mit hohen Leistungen im sozialistischen Wettbewerb dem XI. Parteitag entgegen. In: Einheit, 40. Jg. (1985), Heft 1, S. 14–18.

## Auszeichnungen
- Orden Banner der Arbeit (1972 und 1976)
- Kampforden „Für Verdienste um Volk und Vaterland“ (1975 und 1981)
- Vaterländischer Verdienstorden in Bronze (1964), in Silber (1981) und in Gold (1984)